# Hippolyte-François Henry
Pour les articles homonymes, voir Henry.
Hippolyte-François Henry, né le 29 mars 1806 à Paris et mort le 15 décembre 1897 à Fontainebleau, est un peintre français.

## Biographie
Hippolyte-François Henry est le fils de Marin Henry et de Marie Marguerite Camusat.
Élève de Guillaume Guillon Lethière et de Lafon, il expose au Salon, puis se spécialise dans le dessin d'ameublement et de tissus.
En 1867, il obtient la croix de chevalier de la Légion d'honneur.
Il meurt à son domicile, à l'âge de 91 ans.